# Diocèse de Zamora
Ne doit pas être confondu avec Diocèse de Zamora au Mexique.
Le diocèse de Zamora (en latin : Diœcesis Zamorensis ; en espagnol : Diócesis de Zamora) est un diocèse de l'Église catholique en Espagne, suffragant de l'archidiocèse de Valladolid. Le siège épiscopal est tenu depuis 2020 par Fernando Valera Sánchez (es).

## Territoire
Le diocèse de Zamora ne coïncide pas exactement avec les limites de la province de Zamora car la partie nord-ouest de la province appartient au diocèse d'Astorga. Il est suffragant de l'archidiocèse de Valladolid. L'évêché est à Zamora où se trouve la cathédrale du Sauveur.
Le diocèse comprend 303 paroisses regroupées en 10 archidiaconés : Alba, Aliste, Benavente, Fuentesaúco, El Pan, Sayago, Toro, Villalpando, El Vino, Zamora-ciudad.

## Histoire
Bien que certains historiens attribuent au diocèse des origines antérieures, il a probablement été constitué au Xe siècle. En 986, Zamora est conquise par les Arabes et l'évêché est supprimé. Il est restauré en 1121 après la Reconquista chrétienne et fait l'objet d'un différend entre les archevêques de Tolède et ceux de Braga qui désirent que Zamora soit leur suffragant. Le pape Calixte II décide de rendre le diocèse libre de juridiction métropolitaine mais le pape Eugène III reconnaît les revendications des archevêques de Braga, ce que  confirme également ses successeurs.
En 1151 commence la construction de la cathédrale romane qui est consacrée en 1174. Au cours du premier quart du XIIIe siècle, le pape Innocent III assigne le diocèse comme suffragant de l'archidiocèse de Saint-Jacques-de-Compostelle. En 1797, est créé le séminaire diocésain sur l'emplacement d'un ancien collège fondé en 1712 par les jésuites, expulsés en 1767. Après le concordat de 1851, le 4 juillet 1857, le diocèse fait partie de la nouvelle province ecclésiastique de l'archidiocèse de Valladolid. 